# Woburn Square
Woburn Square est la plus petite des places de Bloomsbury et appartient à l'Université de Londres. Conçue par Thomas Cubitt et construite entre 1829 et 1847, elle doit son nom à l'abbaye de Woburn, le siège principal des ducs de Bedford, qui a développé une grande partie de Bloomsbury. 

## Description
La construction d'origine était de 41 maisons, plus petites que celles du Gordon Square adjacent et donc avec des loyers moins élevés. La place a été construite à la frontière entre les paroisses de St Pancras et Holborn et les bornes sont toujours visibles dans les jardins. Les deux squares ont été construits pour améliorer les terres qui étaient à l'origine des marais. 
Cette place étroite était plus longue, s'étendant vers Russell Square, avant que la moitié sud et l'église Christ Church conçue par Lewis Vulliamy ne soient démolies dans les années 1970 pour faire de la place à de nouveaux bâtiments pour l'École des études orientales et africaines et l'Institut d'éducation.

## Voir également
Les autres places du Bedford Estate à Bloomsbury comprenaient : 
- Bedford Square
- Bloomsbury Square
- Gordon Square
- Russell Square
- Tavistock Square